# Liste der Kulturdenkmäler in Mörlenbach
Die folgende Liste enthält die in der Denkmaltopographie ausgewiesenen Kulturdenkmäler auf dem Gebiet  der Gemeinde Mörlenbach, Bergstraße, Hessen.
Hinweis: Die Reihenfolge der Denkmäler in dieser Liste orientiert sich zunächst an Ortsteilen und anschließend der Anschrift, alternativ ist sie auch nach der Bezeichnung, der vom Landesamt für Denkmalpflege vergebenen Nummer oder der Bauzeit sortierbar.
Kulturdenkmäler werden fortlaufend im Denkmalverzeichnis des Landes Hessen durch das Landesamt für Denkmalpflege Hessen auf Basis des Hessischen Denkmalschutzgesetzes (HDSchG) geführt. Die Schutzwürdigkeit eines Kulturdenkmals hängt nicht von der Eintragung in das Denkmalverzeichnis des Landes Hessen oder der Veröffentlichung in der Denkmaltopographie ab.

Die bisher bekannten Bau- und Kunstdenkmäler hat das Landesamt für Denkmalpflege Hessen in sogenannten Arbeitslisten erfasst. Den Arbeitslisten liegen Erkenntnisse aus Akten, Ortsbegehungen und Denkmalinventaren, jedoch keine neuere systematische Forschung, zugrunde. Die Benehmensherstellung mit der Gemeinde gemäß § 11 Abs. 1 HDSchG ist noch nicht erfolgt.
Das Vorhandensein oder Fehlen eines Objekts in dieser Liste ist keine rechtsverbindliche Auskunft darüber, ob es Kulturdenkmal ist oder nicht: Diese Liste entspricht möglicherweise nicht dem aktuellen Stand der offiziellen Denkmaltopographie. Diese ist für Hessen in den entsprechenden Bänden der Denkmaltopographie Bundesrepublik Deutschland und im Internet unter DenkXweb – Kulturdenkmäler in Hessen einsehbar. Auch diese Quellen sind, obwohl sie durch das Landesamt für Denkmalpflege Hessen aktualisiert werden, nicht immer aktuell, da es im Denkmalbestand immer wieder Änderungen gibt.
Eine verbindliche Auskunft erteilt allein das Landesamt für Denkmalpflege Hessen.
Nutze diese Kartenansicht, um Koordinaten in der Liste zu setzen. In dieser Kartenansicht sind Kulturdenkmale ohne Koordinaten mit einem roten bzw. orangen Marker dargestellt und können in der Karte gesetzt werden. Kulturdenkmale ohne Bild sind mit einem blauen bzw. roten Marker gekennzeichnet, Kulturdenkmale mit Bild mit einem grünen bzw. orangen Marker.

## Kulturdenkmäler nach Ortsteilen

### Mörlenbach
| Bild                   | Bezeichnung                              | Lage | Beschreibung                          | Bauzeit | Objekt-Nr. |
| ---------------------- | ---------------------------------------- | --- | ------------------------------------- | ------- | ---------- |
| Bild gesucht BW        | Gesamtanlage alter Ortskern              | Bonsweiherer Straße, Grabengasse, Hirschgasse, Kirchgasse Lage |                                       |         | 55173 DDB  |
|                        |                                          | Bettenbach 59 LageFlur: 10, Flurstück: 17/1 | Wegekreuz am Wohnhaus                 |         | 56004 DDB  |
| Stadtmauer             | Stadtmauer                               | Bonsweiherer Straße, Kirchgasse Lage |                                       |         | 55168 DDB  |
| weitere Bilder         | Überwaldbahn                             | Eisenbahn, Fürther Straße (B38), Weinheimer Straße 16, 39 LageFlur: 1, 4, 14, Flurstück: 362/24, 363/52, 363/54, 409/26, 422/11, 139/2, 140, 89, 90, 91                           |                                       |         | 954942 DDB |
| Bild gesucht BW        | Weschnitzbahn                            | Eisenbahn, Weinheimer Straße 39 LageFlur: 1, 4, 5, 12, 17, Flurstück: 409/25, 409/26, 410, 411/6, 114/12, 114/21, 114/9, 132/3, 133, 134, 74, 75, 117/1, 118/1, 118/7, 119/1, 120 |                                       |         | 953826 DDB |
|                        |                                          | Friedgasse LageFlur: 5, Flurstück: 27/61 | Gefallenen-Ehrenmal                   |         | 55997 DDB  |
|                        |                                          | Friedgasse 10 LageFlur: 5, Flurstück: 28 |                                       |         | 55996 DDB  |
| Bild gesucht BW        |                                          | Ginsterweg 5 LageFlur: 7, Flurstück: 7/11 |                                       |         | 55164 DDB  |
|                        |                                          | Groß-Breitenbach 22 LageFlur: 6, Flurstück: 118/4 | Wegekreuz                             |         | 56002 DDB  |
|                        |                                          | Groß-Breitenbach 34 LageFlur: 6, Flurstück: 111/2 |                                       |         | 55162 DDB  |
| Quellbrunnenhof        | Quellbrunnenhof                          | Groß-Breitenbach 62 LageFlur: 6, Flurstück: 104/10 |                                       |         | 55174 DDB  |
| Wasserhochbehälter     | Wasserhochbehälter                       | Hofacker LageFlur: 2, Flurstück: 6/2 |                                       |         | 56021 DDB  |
|                        |                                          | Kapellenweg LageFlur: 6, Flurstück: 42/2 |                                       |         | 56003 DDB  |
| Schützmühle            | Schützmühle                              | Karlsbader Straße 1 LageFlur: 2, Flurstück: 26/3 |                                       |         | 55163 DDB  |
| Wegekreuz              | Wegekreuz                                | Kirchgasse 2 LageFlur: 1, Flurstück: 156/2 |                                       |         | 55170 DDB  |
| Wegekreuz              | Wegekreuz                                | Kirchgasse 12b LageFlur: 1, Flurstück: 198/2 |                                       |         | 55169 DDB  |
| weitere Bilder         | Altes Rathaus                            | Kirchgasse 13 LageFlur: 1, Flurstück: 2/1 |                                       |         | 55161 DDB  |
| weitere Bilder         | Katholische Pfarrkirche St. Bartholomäus | Kirchgasse 17 LageFlur: 1, Flurstück: 1/1 |                                       | 1450    | 55160 DDB  |
| Katholisches Pfarrhaus | Katholisches Pfarrhaus                   | Kirchgasse 21 LageFlur: 1, Flurstück: 6/4 |                                       |         | 55171 DDB  |
| Sachteil Wappen        | Sachteil Wappen                          | Klein-Breitenbach 7 LageFlur: 2, Flurstück: 14/1 |                                       |         | 55999 DDB  |
|                        |                                          | Klein-Breitenbach 9 LageFlur: 2, Flurstück: 10/1 | Wegekreuz                             |         | 56001 DDB  |
|                        |                                          | Mumbacher Talstraße 2 LageFlur: 13, Flurstück: 45/2 |                                       |         | 56013 DDB  |
|                        |                                          | Mumbacher Talstraße 4 LageFlur: 13, Flurstück: 48 | Zwei Steinskulpturen neben dam Hoftor |         | 56029 DDB  |
|                        |                                          | Mumbacher Talstraße 6/6a LageFlur: 13, Flurstück: 51/6, 51/8, 51/9 |                                       |         | 56014 DDB  |
|                        |                                          | Panoramastraße 2 LageFlur: 1, Flurstück: 78/2 |                                       |         | 55172 DDB  |
| Bildstock              | Bildstock                                | Panoramastraße 3/5 LageFlur: 1, Flurstück: 295/15 |                                       |         | 55166 DDB  |
|                        |                                          | Reisener Weg LageFlur: 12, Flurstück: 116 | Wegekreuz                             |         | 55998 DDB  |
|                        |                                          | Tröselbach LageFlur: 6, Flurstück: 94 | Wegekreuz                             |         | 56000 DDB  |
| Bildstock              | Bildstock                                | Tröselbachweg LageFlur: 2, Flurstück: 5/22 |                                       |         | 55159 DDB  |
| Annenhof               | Annenhof                                 | Weiherer Straße 49 LageFlur: 15, Flurstück: 19/1 |                                       |         | 56015 DDB  |
| Bild gesucht BW        |                                          | Weiherer Straße (L3120) LageFlur: 1, Flurstück: 421/20 |                                       |         | 844100 DDB |
| Wohnhaus und Wegekreuz | Wohnhaus und Wegekreuz                   | Weinheimer Straße 6 LageFlur: 1, Flurstück: 82/4 |                                       |         | 55167 DDB  |
| Bahnhof                | Bahnhof                                  | Weinheimer Straße 39 LageFlur: 1, Flurstück: 409/26 |                                       |         | 56028 DDB  |
| Bild gesucht BW        | Weschnitzbrücke                          | Weinheimer Straße (B38) LageFlur: 4, Flurstück: 114/21 |                                       |         | 55165 DDB  |
|                        |                                          | Wellenberg LageFlur: 3, Flurstück: 28 | Bildstock                             |         | 55995 DDB  |
| Weschnitzmühle         | Weschnitzmühle                           | Weschnitzmühle 1–9, Weschnitz LageFlur: 17, Flurstück: 115/21, 18/1 |                                       |         | 56020 DDB  |
|                        |                                          | Weschnitztalstadion LageFlur: 1, Flurstück: 361/22 | Wegekreuz                             |         | 844095 DDB |

### Ober-Liebersbach
| Bild    | Bezeichnung | Lage                                             | Beschreibung | Bauzeit | Objekt-Nr. |
| ------- | ----------- | ------------------------------------------------ | ------------ | ------- | ---------- |
| Brunnen | Brunnen     | Ober-Liebersbach 2 LageFlur: 3, Flurstück: 54    |              |         | 55176 DDB  |
|         |             | Ober-Liebersbach 8 LageFlur: 3, Flurstück: 31/1  |              |         | 55177 DDB  |
|         |             | Ober-Liebersbach 10 LageFlur: 3, Flurstück: 15/3 |              |         | 55175 DDB  |
|         |             | Ober-Liebersbach 16 LageFlur: 3, Flurstück: 12/1 |              |         | 55178 DDB  |

### Ober-Mumbach
| Bild            | Bezeichnung                          | Lage                                                                                                | Beschreibung | Bauzeit | Objekt-Nr. |
| --------------- | ------------------------------------ | --------------------------------------------------------------------------------------------------- | ------------ | ------- | ---------- |
| Bild gesucht BW | Gesamtanlage Mumbacher Talstraße 185 | Mumbacher Talstraße 185 Lage                                                                        |              |         | 56265 DDB  |
|                 |                                      | Kastanienweg 3 LageFlur: 1, Flurstück: 15/3                                                         | Brunnen      |         | 56010 DDB  |
|                 |                                      | Mumbacher Talstraße 77 LageFlur: 2, Flurstück: 119                                                  |              |         | 56012 DDB  |
| Bild gesucht BW |                                      | Mumbacher Talstraße 85/87 LageFlur: 2, 3, Flurstück: 148/2, 1/7                                     |              |         | 55179      |
|                 |                                      | Mumbacher Talstraße 88 LageFlur: 1, Flurstück: 6/2, 6/3                                             |              |         | 55180 DDB  |
|                 |                                      | Mumbacher Talstraße (bei Nr. 95), Hellklinger Straße LageFlur: 1, 3, Flurstück: 52/11, 25/10, 25/11 |              |         | 56011 DDB  |
|                 |                                      | Mumbacher Talstraße 100 LageFlur: 1, Flurstück: 29/3                                                |              |         | 55181 DDB  |
|                 |                                      | Mumbacher Talstraße 103 LageFlur: 3, Flurstück: 3/15                                                |              |         | 55182 DDB  |
| Stieringer Hof  | Stieringer Hof                       | Mumbacher Talstraße 159 LageFlur: 3, Flurstück: 97                                                  |              |         | 55183 DDB  |
|                 |                                      | Mumbacher Talstraße 172 LageFlur: 4, Flurstück: 50                                                  |              |         | 55994 DDB  |
| Hofanlage       | Hofanlage                            | Mumbacher Talstraße 176 LageFlur: 4, Flurstück: 83                                                  |              |         | 55993 DDB  |
| Lindenhof       | Lindenhof                            | Rohrbach 6 LageFlur: 1, Flurstück: 16/2                                                             |              |         | 56016 DDB  |

### Vöckelsbach
| Bild                     | Bezeichnung              | Lage                                                    | Beschreibung        | Bauzeit | Objekt-Nr. |
| ------------------------ | ------------------------ | ------------------------------------------------------- | ------------------- | ------- | ---------- |
|                          |                          | Am Wellberg LageFlur: 2, Flurstück: 9/1                 | Grenzstein          |         | 56322 DDB  |
| Sandsteinsäule           | Sandsteinsäule           | Götzensteinstraße LageFlur: 3, Flurstück: 36/1          |                     |         | 55192 DDB  |
| Mühlenhof                | Mühlenhof                | Götzensteinstraße 1 LageFlur: 1, Flurstück: 14/1        |                     |         | 55188 DDB  |
| Bild gesucht BW          | Schwöbelhof              | Götzensteinstraße 24 LageFlur: 2, Flurstück: 4          |                     |         | 56022 DDB  |
|                          |                          | Götzensteinstraße 30 LageFlur: 2, Flurstück: 13/1       |                     |         | 55189 DDB  |
| Gasthaus Zum Götzenstein | Gasthaus Zum Götzenstein | Götzensteinstraße 43 LageFlur: 3, Flurstück: 47/2       |                     |         | 55190 DDB  |
| Ehemalige Schule         | Ehemalige Schule         | Götzensteinstraße 54 LageFlur: 2, Flurstück: 49         |                     |         | 55191 DDB  |
|                          |                          | Klingenacker und Eichelrott LageFlur: 2, Flurstück: 7/2 | Grenzstein          |         | 844098 DDB |
|                          |                          | Ringstraße 24 LageFlur: 4, Flurstück: 10/47             | Gefallenen-Ehrenmal |         | 55989 DDB  |

### Weiher
| Bild                  | Bezeichnung                           | Lage | Beschreibung               | Bauzeit   | Objekt-Nr. |
| --------------------- | ------------------------------------- | --- | -------------------------- | --------- | ---------- |
| Viadukt               | Viadukt                               | Eisenbahn LageFlur: 1, Flurstück: 506/1                                                                      |                            |           | 55185 DDB  |
| Bild gesucht BW       | Überwaldbahn                          | Eisenbahn, Vöckelsbach LageFlur: 1, 2, 8, 9, Flurstück: 506/1, 507/1, 308/1, 308/2, 191, 107/1, 109/1, 110/1 |                            |           | 954943 DDB |
| Vöckelsbacher Viadukt | Vöckelsbacher Viadukt                 | Eisenbahn (Vöckelsbacher Straße), Vöckelsbach LageFlur: 8, 9, Flurstück: 191, 107/1, 109/1, 110/1            |                            |           | 55184 DDB  |
|                       |                                       | Hauptstraße LageFlur: 5, Flurstück: 221                                                                      | Weltkriegs-Ehrenmal        |           | 55992 DDB  |
| Schule                | Schule                                | Hauptstraße 71/71a LageFlur: 1, Flurstück: 330/1, 331                                                        |                            |           | 55187 DDB  |
| weitere Bilder        | Katholische Pfarrkirche und Pfarrhaus | Hauptstraße 72/74 LageFlur: 4, Flurstück: 246/1                                                              |                            | 1925–1926 | 55990 DDB  |
|                       |                                       | Hauptstraße 80/82 LageFlur: 4, Flurstück: 249, 250                                                           |                            |           | 55186 DDB  |
| Bild gesucht BW       | Ehemalige Ölmühle                     | In der Mühlwiese 6 LageFlur: 1, Flurstück: 467                                                               | Abgegangenes Kulturdenkmal |           | 55991 DDB  |